# 邓向阳
邓向阳（1961年6月—），男，山东荣成人，中华人民共和国政治人物。山东师范大学历史系毕业，大学学历。

## 生平
1982年7月参加工作，1985年7月加入中国共产党。历任中共山东省威海市委常委、市委宣传部部长、市委秘书长，中共滨州市委副书记、常务副市长、代市长、市长、市委书记、市人大常委会主任等职。2013年1月当选山东省人民政府副省长。
2014年8月，邓向阳来到安徽省，任中共安徽省委常委、组织部部长。2017年5月，任安徽省人民政府副省长、党组副书记。2018年2月24日，当选为第十三届全国人大代表。2021年1月，当选为安徽省政协副主席。同年10月，任省政协党组副书记。2023年1月，届满不再担任安徽省政协副主席。